# Fritz Lindqvist
Frits (Fritz) Leander Lindqvist, född 9 september 1865 i Gustavsberg, Stockholms län, död 7 oktober 1936 i Stockholm var en socialdemokratisk kommunalman och politiker.
Lindqvist blev 1891 snickeriförman hos firman L. M. Ericsson & co och blev senare föreståndare för Telefon-a.-b. L. M. Ericssons intressekontor. Lindqvist var stadsfullmäktig i Stockholm 1905-09 och 1910-19, var ledamot av flera kommunala nämnder och var från 1913 en av stadens representanter i AB Stockholmssystemet. Lindqvist var från 1919 års urtima riksdag ledamot av Första kammaren för Västernorrlands läns valkrets.